# Каменная дверь (Хой)
Каменная дверь (азерб. Daş qapı, перс. Darvaz-i Səngi‎) — памятник расположен в центре города Хой, к югу от рынка Старый Хой, в провинции Западный Азербайджан Ирана. Говорят, что памятник был построен в период Эльханидов. Каменные ворота были внесены в Список национального наследия Ирана под номером 808.

## История

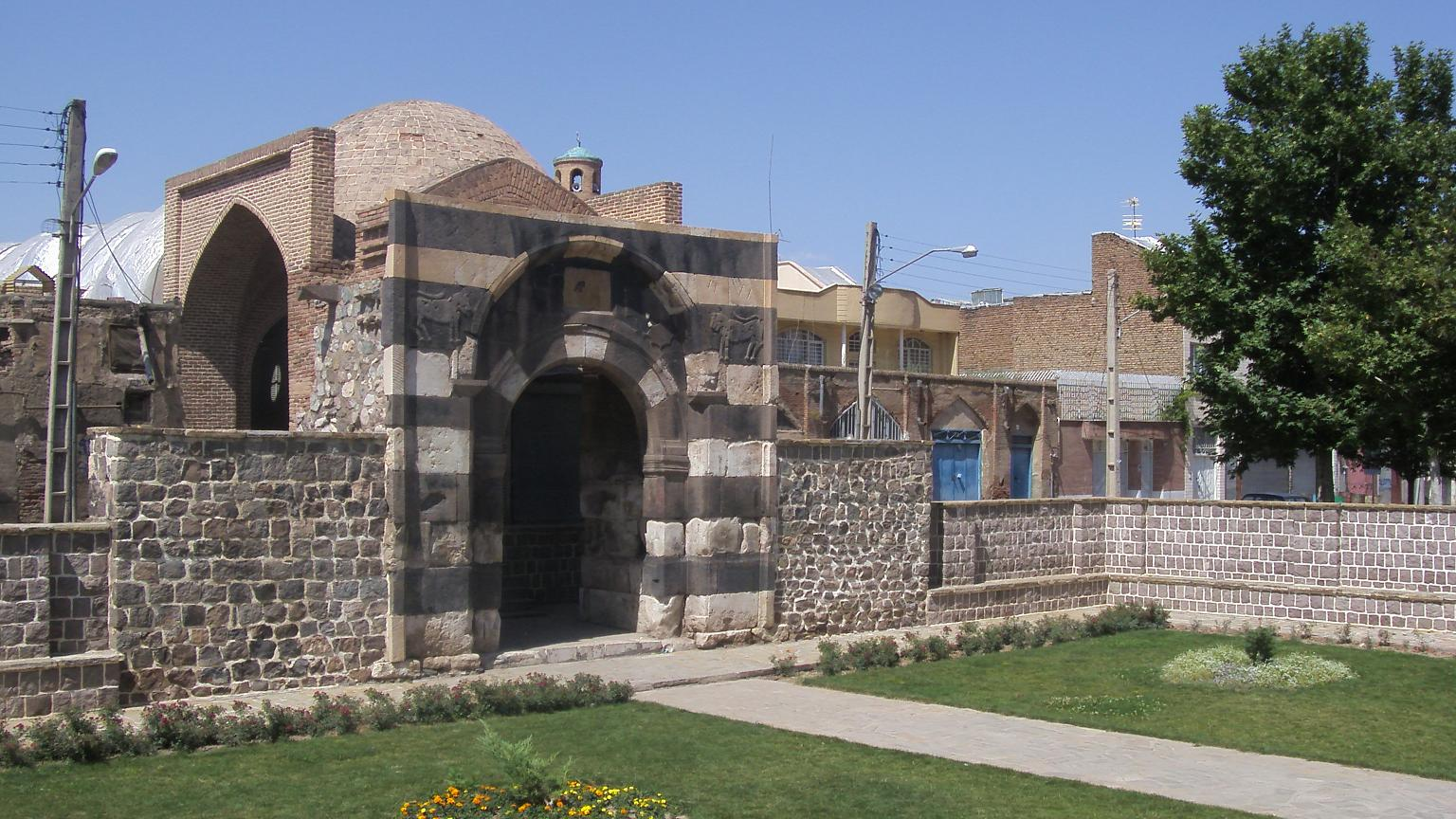
Вид на памятник

Каменные ворота, называемые на азербайджанском тюркском языке Замковыми воротами, расположены в центре города Хой, к югу от Хойского рынка. В древности эти ворота были входом в город. Высказывались различные мнения о дате возведения памятника. Некоторые историки относят архитектурные элементы на двери к эпохе Эльханидов. Считается, что ворота были построены по приказу жены эльханского правителя Абага-хана. Позже он был восстановлен и укреплен Ахмед-ханом Дунбили в 1170 г. хиджры. Архитектурные особенности на стене ворот указывают на то, что памятник был снова отреставрирован в период Каджаров. Еще одним доказательством тому является документ о восстановлении последней ограды по указанию Аббаса Мирзы Каджара.

## Архитектурные особенности

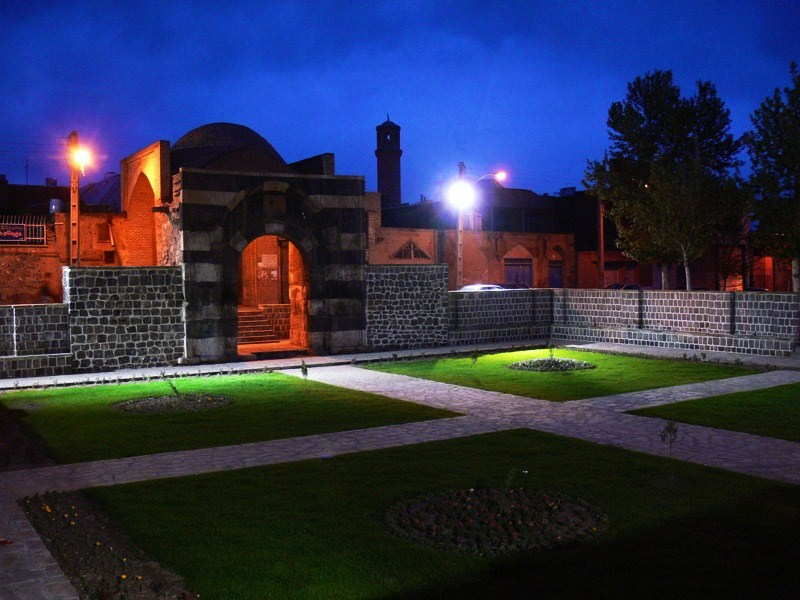
Ночной вид на памятник

Памятник имеет четырехугольный план, близкий к квадрату. В конструкции двери использовались камни двойного цвета (черный и белый). Сегодня длина двери с 12 рядами камней составляет 7 м, а ширина 7,5 м. Вход двери от пола до замкового камня 4,70 м. Ширина этого входа составляет 3,00 м. Вход круглый арочный. От задней части арки до стремян арку окружают два ряда камней. Профили, опирающиеся на камни стремени, создают впечатление второго стремени. Стремена, на которых держится арка, также профилированы и немного выступают. По углам арки симметрично расположен мотив «зонтик», вырезанный в технике плоской резьбы. Чуть выше замковых камней находится квадратная каменная плита, которая, как мы думаем, является надписью. Другая арка окружает арочный входной проем.
Круглый арочный пояс имеет тонкий профильный молдинг. Ремень опирается на выступающие стремена. Камни, поставленные от стремени до земли, были слегка округлыми и образовывали профили. В правом и левом углах круговой арки с внешней стороны на камнях размером 1,50 х 1 м на плоской поверхности нанесены два «львиных» мотива в технике резьбы с небольшим тиснением. Мотивы выполняются из бокового профиля. У львов открыта пасть и высунут язык. Язычок, расположенный справа, деформирован. Львы были нарисованы стоя и неподвижно. Их хвосты находятся в воздухе и на спине, поэтому они могут поместиться на скале. Хотя мотивы львов расположены симметрично, если обратить внимание на их лица, можно почувствовать различия в их выражениях.
Дверной проем выходит на север, к рынку, а первоначальные каменные стены сбоку теперь замурованы. Расстояние между двумя первоначальными стенами составляет 3,55 м в ширину и перекрыто остроконечной кирпичной аркой. В верхней части входного проема была помещена деревянная балка для стабилизации кирпичной стены.
Вход на базар имеет часть, которая снаружи кажется перекрытой куполом, а изнутри перекрыта крестовым сводом. Секция здесь опирается на арки с четырех сторон и обеспечивается ее соединение с дверью. Неизвестно, была ли эта секция более поздней пристройкой или частью первоначального здания.